# Live (band)
Live is een Amerikaanse rockband die hits had met onder meer Lightning Crashes, I Alone, Overcome en The Dolphin's Cry.

## Biografie
De band werd halverwege de jaren tachtig opgericht in het Amerikaanse York (Pennsylvania). Oorspronkelijk heette de band First Aid. Na enkele naamswijzigingen werd de band Public Affection genoemd. Onder deze naam bracht de band in 1989 in eigen beheer zijn eerste album The Death of a Dictionary uit. Dit album is alleen op cassette verschenen.
Toen het label Radioactive Records met de band in zee ging kwam na de maxisingle Four songs in 1991 het album Mental Jewelry uit. De band heet sindsdien Live. Het geluid van de band was nog aardig rauw. Het grote succes had de band in die tijd met het album Throwing Copper. Van dit album kwamen de singles I Alone, All Over You, Selling the Drama en Lightning Crashes. Dit album bezorgde de doorbraak van de band.
Throwing Copper werd opgevolgd door Secret Samadhi. Echt succesvol bij het grote publiek werd dit album niet. De zwarte hoes en cd illustreren de zeer rauw en donker klinkende muziek. Een van de bekendere nummers van dit album, Lakini's Juice, is ontstaan terwijl de bandleden in bad zaten niks te doen. De band stond weer in de schijnwerpers toen in 1999 het album The Distance to Here uitkwam. De single The Dolphin's Cry werd een top 10-hit voor Live. Ook de singles Run to the Water en They Stood Up for Love deden het goed. The Distance to Here werd het grootste succes voor de band bij het echte grote publiek, maar de fans van het eerste uur hadden niet zoveel meer met het album, dat naar hun idee bij lange na niet de variatie, rauwheid en originaliteit liet zien van de eerste drie albums.
De band kwam in 2001 terug met het album V ('five'), waarop de band naar eigen zeggen wilde laten zien "dat ze nog best mee konden komen". Het geluid is wat harder, maar sloeg niet goed aan bij het grote publiek. De single Forever May Not Be Long Enough werd wel de soundtrack voor de film The Mummy Returns. Het rustigste nummer van dit album, Overcome, groeide uit tot de grootste hit van Live. Velen denken dat Live dit nummer speciaal naar aanleiding van de aanslagen van 11 september 2001 heeft geschreven, maar in feite stond het nummer al daarvoor op de site van de band (het liedje was aanvankelijk bedoeld voor het album The Distance to Here). Omdat men het nummer "bij de gevoelens van die dagen vond passen", werd het vervroegd uitgebracht. De opbrengst ging naar een goed doel.
Het album Birds of Pray lijkt wat meer op lichte rock, richting pop. Van dit album is de single Heaven afkomstig. Het werd een bescheiden hit. Het geluid zoals de band had in de jaren 90 wordt niet meer gehoord. Het album Songs from Black Mountain uit 2006 is niet rauw en is zelfs aardig makkelijk 'weg te slikken'. Met een nieuwe hitsingle, The River staat Live anno 2006 nog steeds aardig sterk in haar schoenen, maar niet meer zoals vroeger.
Van Live is tevens een verzamelalbum uitgekomen. Het stamt uit 2004 en heet Awake (The best of Live). Op de album staan nummers van alle albums, uitgezonderd Songs from Black Mountain, aangezien dit album pas in 2006 uitkwam. Voorbeelden zijn: The Beauty of Gray (Mental Jewelry), I Alone (Throwing Copper), Turn My Head (Secret Samadhi), Dance with You (The Distance to Here), Nobody Knows (V) en Run Away (Birds of Pray). Alle grote hits staan op dit album, plus een cover van Johnny Cash' I Walk the Line.
In september 2007 bracht Live vrij onverwacht in eigen beheer een mini-album uit, onder de titel Radiant Sea: A Collection of Bootleg Rarities and Two New Songs. De tien live-nummers op deze plaat waren eerder verschenen op uitgaven van de Amerikaanse fanclub Friends of Live. Het album is alleen verkrijgbaar bij optredens en via internet. Live gaf aan in de toekomst mogelijk vaker op deze manier muziek te publiceren.
Bij het toeren versterkte de broer van Kowalczyk, Adam, de band.
Op 30 november 2009 ging Live wegens spanningen uit elkaar. Kowalczyk ging solo verder en de andere bandleden gingen verder onder de naam The Gracious Few.
In oktober 2011 kondigde Chad Taylor via zijn blog aan dat er plannen waren om Live nieuw leven in te blazen. Er werd gewerkt aan een studioalbum. Op 12 maart 2012 debuteerde Chris Shinn als zanger van de band. Hij volgde Ed Kowalczyk op, die de band drie jaar daarvoor verliet. Het optreden vond plaats in York. Tijdens de eerstvolgende tournee werd de band ook bijgestaan door gitarist Sean Hennesy en toetsenist Alexander Lefever. Op 28 oktober 2014 werd een nieuw album uitgebracht getiteld 'The Turn', dit was het eerste album van Live met Shinn als leadzanger. In december 2016 maakte de band bekend in 2017 in de oorspronkelijke bezetting op tournee te gaan. In het najaar van 2018 brachten ze de singles Love Lounge en Be a Giver, Man uit. Ook kondigden zij hun nieuwe ep Local717 aan. Deze kwam op 12 oktober 2018 uit.
Op 21 juni 2022 kondigde Kowalczyk aan dat Chad Taylor de dag ervoor uit de band was ontslagen. Gracey postte ook over de interne problemen van de band en benadrukte dat Kowalczyk "niet het probleem is". In september 2022 kondigde Kowalczyk aan dat hij zou toeren als Live zonder Dahlheimer of Gracey. In november 2022 bevestigde voormalig zanger Chris Shinn dat Dahlheimer en Gracey waren ontslagen door Kowalczyk. Hierdoor blijft Kowalczyk over als het enige originele lid dat nog in de band zit.

## Discografie

### Albums
| Album met eventuele hitnotering(en) in de Nederlandse Album Top 100 | Datum van verschijnen | Datum van binnenkomst | Hoogste positie | Aantal weken | Opmerkingen   |
| ------------------------------------------------------------------- | --------------------- | --------------------- | --------------- | ------------ | ------------- |
| Mental Jewelry                                                      | 1991                  | 31-12-1991            | -               | -            | -             |
| Throwing Copper                                                     | 1994                  | 21-01-1995            | 4               | 79           | Platina       |
| Secret Samadhi                                                      | 1997                  | 01-03-1997            | 4               | 33           | Goud          |
| The Distance to Here                                                | 1999                  | 09-10-1999            | 2               | 82           | Platina       |
| V                                                                   | 2001                  | 22-09-2001            | 1 (4wk)         | 35           | Goud          |
| Birds of Pray                                                       | 2003                  | 31-05-2003            | 1 (1wk)         | 25           | Goud          |
| Awake (The Best of Live)                                            | 2004                  | 30-10-2004            | 3               | 26           | Verzamelalbum |
| Songs From Black Mountain                                           | 2006                  | 15-04-2006            | 1 (1wk)         | 18           |               |
| Radiant Sea: A Collection of Bootleg Rarities and Two New Songs     | 2007                  |                       |                 |              | Verzamelalbum |
| Live at the Paradiso - Amsterdam                                    | 2008                  | 15-11-2008            | 2               | 16           | Livealbum     |
| The Turn                                                            | 2014                  | -                     |                 |              |               |

| Album met hitnotering(en) in de Vlaamse Ultratop 200 albums | Datum van verschijnen | Datum van binnenkomst | Hoogste positie | Aantal weken | Opmerkingen   |
| ----------------------------------------------------------- | --------------------- | --------------------- | --------------- | ------------ | ------------- |
| Throwing Copper                                             | 1994                  | 01-04-1995            | 8               | 40           |               |
| Secret Samadhi                                              | 1997                  | 01-03-1997            | 3               | 28           |               |
| The Distance to Here                                        | 1999                  | 09-10-1999            | 1 (9wk)         | 60           |               |
| V                                                           | 2001                  | 22-09-2001            | 2               | 17           |               |
| Birds of Pray                                               | 2003                  | 31-05-2003            | 4               | 6            |               |
| Awake (The Best of Live)                                    | 2004                  | 06-11-2004            | 14              | 19           | Verzamelalbum |
| Songs from Black Mountain                                   | 2006                  | 15-04-2006            | 14              | 16           |               |
| Live at the Paradiso - Amsterdam                            | 2008                  | 22-11-2008            | 46              | 3            | Livealbum     |
| The Turn                                                    | 2014                  | 08-11-2014            | 139             | 2            |               |

### Singles
| Single met eventuele hitnotering(en) in de Nederlandse Top 40 | Datum van verschijnen | Datum van binnenkomst | Hoogste positie | Aantal weken | Opmerkingen                                            |
| ------------------------------------------------------------- | --------------------- | --------------------- | --------------- | ------------ | ------------------------------------------------------ |
| I alone                                                       | 1994                  | 14-01-1995            | 22              | 5            | Nr. 20 in de Single Top 100                            |
| Selling the drama                                             | 1995                  | 27-05-1995            | 15              | 6            | Nr. 15 in de Single Top 100                            |
| All over you                                                  | 1995                  | 26-08-1995            | tip11           | -            |                                                        |
| Lightning crashes                                             | 1995                  | 16-12-1995            | tip13           | -            |                                                        |
| Lakini's juice                                                | 1997                  | 22-02-1997            | tip8            | -            | Nr. 69 in de Single Top 100                            |
| Freaks                                                        | 1997                  | 17-05-1997            | tip13           | -            | Nr. 80 in de Single Top 100                            |
| Turn my head                                                  | 1997                  | 27-09-1997            | tip5            | -            | Nr. 67 in de Single Top 100                            |
| The dolphin's cry                                             | 1999                  | 02-10-1999            | 13              | 16           | Nr. 10 in de Single Top 100                            |
| Run to the water                                              | 2000                  | 11-03-2000            | 25              | 9            | Nr. 49 in de Single Top 100                            |
| They stood up for love                                        | 2000                  | 24-06-2000            | 19              | 6            | Nr. 44 in de Single Top 100                            |
| Simple creed                                                  | 2001                  | 18-08-2001            | 8               | 8            | met Tricky / Alarmschijf / Nr. 18 in de Single Top 100 |
| Overcome                                                      | 2001                  | 20-10-2001            | 2               | 14           | Alarmschijf / Nr. 3 in de Single Top 100               |
| Forever may not be long enough                                | 2002                  | 13-04-2002            | tip14           | -            | Nr. 59 in de Single Top 100                            |
| Heaven                                                        | 2003                  | 17-05-2003            | 21              | 8            | Nr. 30 in de Single Top 100                            |
| Run away                                                      | 2003                  | 11-10-2003            | 22              | 4            | Alarmschijf / Nr. 41 in de Single Top 100              |
| We deal in dreams                                             | 2004                  | 13-11-2004            | 21              | 6            | Alarmschijf / Nr. 47 in de Single Top 100              |
| The river                                                     | 2006                  | 11-03-2006            | 19              | 12           | Alarmschijf / Nr. 15 in de Single Top 100              |
| Wings                                                         | 2006                  | 27-05-2006            | tip3            | -            |                                                        |
| Forever                                                       | 2008                  | 01-11-2008            | tip13           | -            |                                                        |

| Single met hitnotering(en) in de Vlaamse Ultratop 50 | Datum van verschijnen | Datum van binnenkomst | Hoogste positie | Aantal weken | Opmerkingen |
| ---------------------------------------------------- | --------------------- | --------------------- | --------------- | ------------ | ----------- |
| Turn my head                                         | 1997                  | 18-10-1997            | tip19           | -            |             |
| The dolphin's cry                                    | 1999                  | 23-10-1999            | 7               | 19           |             |
| Run to the water                                     | 2000                  | 11-03-2000            | tip7            | -            |             |
| They stood up for love                               | 2000                  | 17-06-2000            | 1 (2wk)         | 19           |             |
| Simple creed                                         | 2001                  | 01-09-2001            | tip4            | -            | met Tricky  |
| Overcome                                             | 2001                  | 20-10-2001            | 2               | 15           |             |
| Forever may not be long enough                       | 2002                  | 13-04-2002            | tip18           | -            |             |
| Heaven                                               | 2003                  | 17-05-2003            | tip6            | -            |             |
| The river                                            | 2006                  | 11-05-2006            | 49              | 2            |             |

### NPO Radio 2 Top 2000
| Nummers met noteringen in de NPO Radio 2 Top 2000 | '01 | '02 | '03 | '04 | '05 | '06 | '07 | '08 | '09  | '10 | '11  | '12  | '13  | '14  | '15  | '16  | '17  | '18  | '19  | '20  | '21  | '22  | '23  | '24  |
| ------------------------------------------------- | --- | --- | --- | --- | --- | --- | --- | --- | ---- | --- | ---- | ---- | ---- | ---- | ---- | ---- | ---- | ---- | ---- | ---- | ---- | ---- | ---- | ---- |
| I Alone                                           | -   | -   | -   | -   | -   | -   | -   | -   | 544  | 758 | 593  | 667  | 622  | 744  | 758  | 732  | 687  | 700  | 769  | 735  | 802  | 947  | 943  | 1041 |
| Lightning Crashes                                 | -   | -   | -   | -   | -   | -   | -   | -   | -    | -   | 240  | 270  | 204  | 228  | 202  | 202  | 191  | 237  | 277  | 182  | 202  | 233  | 282  | 240  |
| Overcome                                          | 879 | 107 | 64  | 184 | 352 | 409 | 650 | 267 | 419  | 414 | 322  | 425  | 383  | 497  | 440  | 567  | 540  | 664  | 737  | 640  | 616  | 769  | 809  | 737  |
| Run to the Water                                  | -   | -   | -   | -   | -   | -   | -   | -   | -    | -   | -    | -    | -    | 1270 | 1354 | 1351 | 1331 | 1595 | 1491 | 1461 | 1508 | 1722 | 1770 | 1594 |
| Selling the drama                                 | -   | -   | -   | -   | -   | -   | -   | -   | 1842 | -   | 1897 | 1838 | 1911 | -    | -    | -    | -    | -    | -    | -    | -    | -    | -    | -    |
| The Dolphin's Cry                                 | -   | -   | -   | -   | -   | -   | -   | -   | -    | -   | -    | -    | -    | 1088 | 1175 | 1262 | 1010 | 1071 | 1151 | 1075 | 1034 | 1197 | 1422 | 1419 |

1. ↑  Een '-' betekent dat het nummer niet was genoteerd en een vetgedrukt getal geeft de hoogste notering van een nummer aan.
2. ↑  2001 was het eerste jaar met een notering voor Live.

### Ep's
- 1990: Divided Mind, Divided Planet
- 1991: Four Songs
- 2018: Local 717

### Dvd's
- 2008: Live at the Paradiso - Amsterdam

| Dvd's met hitnoteringen in de Nederlandse Music Top 30 | Datum van verschijnen | Datum van binnenkomst | Hoogste positie | Aantal weken | Opmerkingen |
| ------------------------------------------------------ | --------------------- | --------------------- | --------------- | ------------ | ----------- |
| Live at the Paradiso - Amsterdam                       | 2008                  | 15-11-2008            | 2               | 20           |             |